# Air Comet
Air Comet – hiszpańska była linia lotnicza z siedzibą w Madrycie. Głównym węzłem był Port lotniczy Madryt-Barajas. 22 grudnia 2009 roku Hiszpańskie Ministerstwo Przemysłu odebrało linii AirComet licencję na wykonywanie usług transportu powietrznego argumentując ją zadłużeniem przedsiębiorstwa sięgającym 20MLN EUR co zdaniem Ministra Jose Blanco mogło negatywnie odbyć się na bezpieczeństwie jej klientów poprzez niezapewnienie zadeklarowanych usług przewozowych.
Flota samolotów: 
- Airbus A320
- Airbus A310-300
- Airbus A330-200
- Airbus A340-300

Air Comet obsługiwał połączenia do następujących miast:
Europa
- Madryt, Hiszpania Główny węzeł
- Londyn, Wielka Brytania
- Rzym, Włochy

Ameryka Południowa
- Buenos Aires, Argentyna
- Salvador, Brazylia (sezonowy czarter)
- Santa Cruz de la Sierra, Boliwia
- Santiago, Chile
- Bogota, Kolumbia
- Medellin, Kolumbia
- San José, Kostaryka
- Hawana, Kuba
- Quito, Ekwador
- Guayaquil, Ekwador
- Lima, Peru

Cele lotów czarterowych
- Santa Bárbara de Samaná, Dominikana
- Ateny, Grecja
- Montego Bay, Jamajka
- Cancún, Meksyk
- Stambuł, Turcja
- Orlando, Stany Zjednoczone
- Nowy Jork, Stany Zjednoczone

Air Comet współpracował z następującymi przewoźnikami: Spanair, Aerolineas Argentinas, AirEuropa, Aero Republica, Air One, Aero Sur, EL AL